# 斎藤三郎 (文学・野球研究者)
斎藤 三郎（さいとう さぶろう、1895年（明治28年）8月26日 - 1960年（昭和35年）2月2日）は、日本の野球史研究家、文学研究家。
日本の野球史研究の先駆者で、明治・大正期の野球書を長年収集して『日本野球文献解題』を私家版で作成し、日本に野球が伝来した時期について「明治5年説」を提唱した。また、石川啄木関連の文献資料を収集して『文献石川啄木』二巻を刊行したほか、『啄木と故郷人』、『啄木文学散歩』の著書があり、岩波書店版『啄木全集』の編さんもしている。

## 経歴
1895年（明治28年）8月26日に日本の長野県下高井郡市川村（のちの野沢温泉村）虫生に生まれる。小学生ですでに野球をプレーしていた。1910年（明治43年）3月に市川村立市川尋常高等小学校高等科を卒業、1913年（大正2年）に上京する。早稲田のすし屋で働きながら地元の草野球チームの投手をやっていた。
1923年（大正12年）に沢田正二郎にスカウトされて「新国劇」に入団する。野球のない日は大道具係を務めていた。1929年（昭和4年）まで文芸部に在籍して野球チームの選手としてプレーしている。新国劇の野球部では主将兼投手で、捕手のサトウハチロー（詩人兼作家）とバッテリーを組んでいた。新国劇時代に唯一書いた脚本である『早慶戦時代』は舞台上映されてヒットし、映画化もされている。1929年に執筆された日本初の本格的な野球演劇であり、早慶戦のトラブルを描いている。早稲田大学の投手、高野のモデルとなった人物の仕草や癖までを的確に演出し、腕時計をポケットに入れておいて時々出して時間を見たり、歩き方などもそっくりに描かれ、同行したモデルの父親がいたく感心していたという逸話も残されている。同年に新国劇を辞めると、六代目尾上菊五郎の野球チーム「ナイン・スターズ」の指導をするようになった。

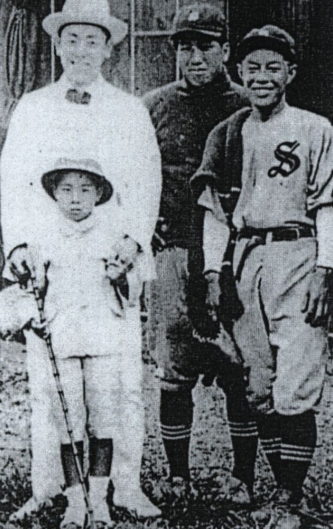
新国劇時代の斎藤三郎（右）と澤田正二郎（左後）、澤田正太郎（左前）、サトウハチロー（中）1925年ごろ

1930年（昭和5年）ごろから石川啄木と野球史の研究を志す。ある日、ふとしたことから書簡集を手にしたのが啄木の研究に没頭していくきっかけとなった。1942年（昭和17年）に長年にわたり自身が収集した啄木の作品や啄木について書かれた著作をまとめた『文献石川啄木』二巻（正・続）を刊行した。戦後は岩波書店版『啄木全集』（1953-54）の編集・校訂を行ったほか、啄木の故郷である岩手県に暮らす人たちが見た「生前の啄木の真実の姿」を浮かび上がらせようとした『啄木と故郷人』（1946）、啄木に関係の深い場所を訪れてその人間性を追求した『啄木文学散歩』（1956）の著書がある。

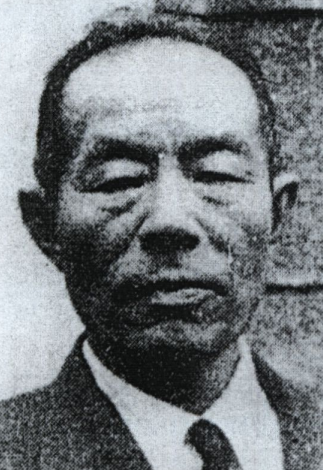
1956年

1935年（昭和10年）ごろに古本屋「明星堂書房」を開業したのは野球文献を集めるためで、1939年（昭和14年）にその集大成として『日本野球文献解題』を50部限定で印刷した。収集した明治・大正期に発行された野球書籍174冊の一切に見聞をくわえ、それに簡単な注釈を施した非売品である。また、日本に野球が伝来したのは1872年（明治5年）だとする説を主張している。彼はまず、1939年12月の『読売新聞』の連載記事「野球の渡来年代に就て」で初めてこの説を発表したが、民間研究者だったこともあり、当時は何の反響もなかった。1943年（昭和18年）の野球専門雑誌の連載記事でも「明治5年説」を展開する。さらに、1952年（昭和27年）3月号から開始した『読売スポーツ』誌の連載記事「野球文献史話」のなかでも、明治5年説の実証と従来の「明治6年説」の誤りを論証して、野球史研究家の君島一郎との交友が始まるきっかけとなっている。俳人の正岡子規が1896年（明治29年）7月に新聞『日本』に3回にわたり掲載した、日本野球黎明期史「松蘿玉液（しょうらぎょくえき）」に、野球の渡来について触れたところ、「好球生」という人から「野球の来歴」という投稿があった。その中で好球生は子規の思い違いを指摘し、さらに「そもそもベースボールの初まりは明治五年の頃なりし」としていた。この「野球の来歴」は7月22日に掲載されたが、その後に明治6年渡来説が別人により唱えられ、徐々に有力視させるようになっていた。斎藤は好球生と、その言の真実性を検証し、ホーレス・ウィルソンがこの年に初めて日本に野球を伝えたとする明治5年説を提唱している。
啄木研究家の川並秀雄は「斎藤君は、せまい一室を借りて、うずたかく積み上げた書物にとりかこまれて、小さな机で謄写版の原紙を切って古書目録をつくり、通信販売をやりながら細々と一人暮しをして、野球の資料と明治文学関係のものを集めていた」と回想している。1952年に君島一郎が家を訪れたときには、「男やもめ暮し」で「大分くたびれた和服を無造作に着て、無精髭をのばして」おり、『子規全集』の編さんに従事していたという。
野球資料室の構想を抱いていた斎藤の夢は「野球体育博物館」として実現する。1959年（昭和34年）に博物館が開館後すぐに嘱託として勤務したが、それから間もなく、翌1960年（昭和35年）2月2日に東京都文京区高田老松町の自宅で急逝する。64歳没。こたつに当たったまま、心臓発作で亡くなっている。

## 功績
斎藤は日本への野球の伝来の年について、その後に定説となった「明治5年説」を最初に提唱している。野球史研究の先駆者として、それまでのあいまいな言い伝えではなく、書き残された資料によって、日本人が国内で初めて野球をプレーした時期を証明した。書物だけでは実感できないと明治時代の野球選手に体験談を聞いたり、戦時中さえ研究旅行を繰り返している。野球への感謝と恩返しの気持ちから野球史を志したと語っている。しかし、民間研究者にすぎない斎藤の新説を受け入れる者はほとんどおらず、それが広く受け入れられるようになるのは彼が亡くなってから12年後、君島一郎の『日本野球創世記』（1972年）が出版されてからである。野球史研究家の弘田正典は長年の研究の結果、2000年（平成12年）に明治5年渡来説は正確であると断言している。
『日本野球創世記』の君島一郎は1952年に「野球文献史話」を読んで明治5年渡来説を唱えた点に興味をひかれ、斎藤と初めて対面したが、集めてある資料が豊富なことと、野球に対する愛好と情熱が高いことに感心しており、同書の奥付に「執筆にあたっては斎藤三郎筆の文献史話に負うところは多い。見解の相違もあるが、色々ヒントも得ている」「今後もしも日本野球の故事探求の志を有する方々があったら、是非にも彼斎藤三郎の二つの作（「野球殿堂博物館」に所蔵されている「野球文献史話」と『日本野球文献解題』）を一読されんことをお勧めする」と書いている。また、明治文化史研究家の横田順弥も「啄木と野球史に関しては、以後も斎藤以上の研究家の出現を見ていないといって過言ではない」と述べている。
野球殿堂博物館に所蔵されている明治・大正・昭和前期の資料の半分は彼の蔵書といわれているが、彼自身の黎明期日本の野球の著作に関しては、研究をまとめた薄冊のメモ書き程度のものを2冊、非売品として残しているだけである。なお、あとの半分は早稲田大学の名投手で野球殿堂入りもしている、日本最初のプロ野球チームの創設者である河野安通志の蔵書といわれる。
石川啄木研究家の近藤典彦は『文献石川啄木』（1942年）について「啄木研究・享受冬の時代の別格の業績である」と絶賛している。啄木の足跡を丹念に追い、それまで知られていなかった啄木の歌を数十首ほど探し出し、決定版ともいえる歌集を編さんしている。『啄木全集』（1953-54年の岩波書店版）の17巻すべてで解説を担当しているが、川並秀雄は同書について、1939年に出版された吉田孤羊編集の改造社版『啄木全集』を「（斎藤が）何ら疑うことなくそのまま収録し、伏字のところは全く異なった想像に従って出版したものである」と指摘している。

## 著書
- 『日本野球文献解題』（私家版、1939年。ASIN B000JAFK6K）
- 『文献石川啄木』(正・続)（青磁社、1942年。ASIN B000JB95LA）
- 『啄木と故郷人』（光文社、1946年。ASIN B000JA66JA）
- 『啄木文学散歩　啄木遺跡を探る』（角川新書、1956年。ASIN B000JAZ3W6）